# Illia Tereshchenko
Illia Tereshchenko (tiếng Ukraina: Ілля Володимирович Терещенко; sinh 27 tháng 5 năm 1998), là một cầu thủ bóng đá Ukraina thi đấu cho FK Železiarne Podbrezová ở vị trí tiền đạo, mượn từ ŠK Slovan Bratislava.

## Sự nghiệp câu lạc bộ
Tereshchenko ra mắt tại Fortuna Liga cho MFK Zemplín Michalovce trước FC ViOn Zlaté Moravce ngày 5 tháng 11 năm 2016.